# Netflix
Netflix, Inc. (von Net, kurz für Internet und flicks als ein im Englischen umgangssprachlicher Ausdruck für ‚Filme‘) ist ein US-amerikanisches Medienunternehmen, das sich mit dem kostenpflichtigen Streaming und der Produktion von Filmen und Serien beschäftigt.
Das Unternehmen wurde von Reed Hastings und Marc Randolph 1997 im kalifornischen Los Gatos gegründet und agierte zunächst als Online-Videothek mit dem Versand von Filmen auf DVD und Blu-ray an seine Abonnenten. 2007 stieg Netflix ins Video-on-Demand-Geschäft ein und machte die Inhalte per Streaming für Abonnenten zugänglich. Bis März 2020 hatte der Mediendienst knapp 3000 Film- und Fernsehsendungen als Streaming angeboten. Bis Ende März 2022 wurden bei Netflix seit der Unternehmensgründung 221,64 Millionen bezahlte Abonnements abgeschlossen, davon 74,58 Millionen in den USA und Kanada. 2020 übertraf der Börsenwert des Unternehmens mit knapp 195 Milliarden US-Dollar erstmals den der Walt Disney Company.

## Geschichte

### Gründung

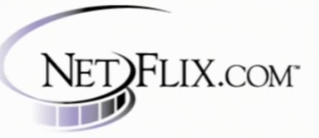
Erstes Logo, von 1997 bis 2000

Logo 2000 bis 2001

Netflix-Logo von 2001 bis 2014

Netflix wurde am 29. August 1997 im kalifornischen Scotts Valley von Marc Randolph und Reed Hastings gegründet. Randolph arbeitete im Jahr 1997 als Marketingleiter für Hastings Firma Pure Atria und war gleichzeitig Mitbegründer von MicroWarehouse, einem Computer-Versandunternehmen.
Hastings verkaufte Pure Atria 1997 für 700 Millionen US-Dollar an die Rational Software Corporation. Dies war der bis dahin größte Unternehmenskauf in der Geschichte des Silicon Valley. Sie kamen auf die Idee für Netflix, als sie zwischen ihren Häusern in Santa Cruz und dem Hauptquartier von Pure Atria in Sunnyvale pendelten und darauf warteten, dass die staatlichen Regulierungsbehörden den Zusammenschluss genehmigten.
Randolph bewunderte das junge E-Commerce-Unternehmen Amazon und wollte eine breite Kategorie von Artikeln finden, die mit einem ähnlichen Modell über das Internet verkauft werden könnten. Sie lehnten VHS-Bänder als zu teuer für den Lagerbestand und zu empfindlich für den Versand ab. Als sie von DVDs erfuhren, die am 24. März 1997 erstmals in den USA eingeführt wurden, testeten sie das Konzept des Verkaufs und Verleihs von DVDs per Post, indem sie eine CD an Hastings’ Haus in Santa Cruz schickten. Als die CD intakt ankam, entschlossen sie sich, ihre Geschäftsidee auszuprobieren. Hastings wird oft zitiert, er habe beschlossen, Netflix zu starten, nachdem er in einem Blockbuster-Geschäft mit einer Geldstrafe von 40 US-Dollar belegt worden war, weil er zu spät gekommen war, um eine Kopie des Films Apollo 13 zurückzugeben. Randolph sagte später, Hastings habe die Anekdote erfunden. Berichten zufolge hat Blockbuster Hastings Mitte der 2000er Jahre angewiesen, diese Geschichte nicht mehr zu erzählen, nachdem das Unternehmen in seinen Unterlagen keine solche Transaktion finden konnte.
Das Unternehmen, in das Hastings und Marc Randolph 2,5 Millionen US-Dollar Startkapital investierten, begann mit 30 Mitarbeitern und einem Sortiment von 925 Filmen als Online-DVD-Vermietung. Dies war fast der gesamte Katalog gedruckter DVDs zu diesem Zeitpunkt. Bei ihrem Verleih warben sie damit, dass keine Gebühren bei einer verspäteten Rückgabe von DVDs anfielen. Im Jahr 1998 versuchte Amazon, das selbst noch wenige Jahre zuvor ein Startup war, Netflix zu kaufen.

### Die ersten Jahre und Börsengang
Netflix führte im September 1999 sein monatliches Flatrate-Preismodell ein und ließ das Einzelmietmodell Anfang 2000 fallen. Ersteres bewarb das Unternehmen mit der unbegrenzten Vermietung von Filmtiteln pro Kunde, bis es im Jahr 2004 wegen irreführender Werbung verklagt wurde und der Rechtsstreit in einem Vergleich beigelegt wurde. Außerdem bewarb das Unternehmen seine Aboverträge als leicht verständlich, da alle anfallenden Kosten (Versand- und Bearbeitungsgebühren etc.) unter einer Pauschalgebühr für die Kunden zusammengefasst wurden.
Im Jahr 2000 – als Netflix trotz seiner knapp 300.000 Abonnenten rote Zahlen schrieb und der Versand seiner DVDs vollständig von externen Postdienstleistern abhängig war – fragte das Unternehmen bei Blockbuster an, ob es an einem Kauf von Netflix für 50 Millionen US-Dollar interessiert sei. Im selben Jahr trat Ted Sarandos als Chief Content Officer der Firma bei.
Während Netflix als Dot-Com-Unternehmen Anfang 2001 ein schnelles Wachstum verzeichnete, entließ das Unternehmen nach dem Platzen der Dotcom-Blase sowie auch den Anschlägen vom 11. September ein Drittel der 120 Mitarbeiter. Der Verkauf von DVD-Playern nahm jedoch mit jeder Preisreduzierung rasant zu, sodass Netflix Anfang 2002 einen enormen Anstieg seines Abonnementgeschäfts verzeichnete. Im September 2002 berichtete die New York Times, dass Netflix zu dieser Zeit etwa 190.000 DVDs pro Tag an seine 670.000 Abonnenten verschickte.
Netflix leitete am 29. Mai 2002 seinen Börsengang ein, bei dem 5,5 Millionen Stammaktien zum Preis von 15,00 US-Dollar je Aktie an Investoren verkauft wurden. Am 14. Juni 2002 verkaufte das Unternehmen weitere 825.000 Stammaktien zum gleichen Preis je Aktie. Nachdem Netflix bis dahin seine Geschäftsjahre immer mit einem Minusgeschäft beendet hatte, erzielte Netflix im Geschäftsjahr 2003, bei einem Umsatz von 272 Millionen US-Dollar, mit 6,5 Millionen US-Dollar seinen ersten Gewinn. 2005 waren 35.000 verschiedene Filme bestellbar; Netflix versandte damals täglich eine Million DVDs.
Das Gründungsmitglied Randolph schied 2004 aus dem Unternehmen aus.

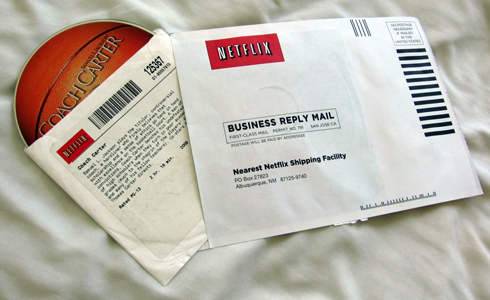
DVD-Versand mit Netflix

### Vom DVD-Verleih zum Streaming-Dienst
Seit einiger Zeit hatte das Unternehmen erwogen, Filme online anzubieten, aber erst Mitte der 2000er Jahre war die Datenübertragungsrate und deren Internetkosten für Downloads von Filmen für den Massenkonsum annehmbar. Die ursprüngliche Idee war eine Hardware namens „Netflix-Box“, mit der Filme in einem Zeitfenster über Nacht heruntergeladen werden konnten. Bis 2005 hatten sie Filmrechte erworben und die Box und den Service entworfen und waren bereit, damit an die Öffentlichkeit zu gehen. Nachdem YouTube populär wurde, wurde das Konzept der Verwendung eines Hardwaregeräts verworfen und stattdessen durch ein Streaming-Konzept ersetzt, das im Jahr 2007 testfähig wurde.
Netflix hatte bis dahin ein personalisiertes Videoempfehlungssystem namens Cinematch entwickelt, das auf dem Fernsehverhalten sowie den Bewertungen jedes seiner Kunden basierte. Am 1. Oktober 2006 warb Netflix mit einem Preisgeld von einer Million US-Dollar um Programmierer, denen es gelingen würde, einen verbesserten Videoempfehlungsalgorithmus zu entwickeln.
Im Februar 2007 hatte Netflix eine Milliarde DVDs verschickt und begann, sich von seinem ursprünglichen Kerngeschäftsmodell des DVD-Versands zu entfernen, indem es Video-on-Demand bzw. Streaming einführte. Netflix gewann in den Jahren von 2006 bis 2011 trotz des kontinuierlichen Rückgangs des DVD-Versands weiter an Kunden.
Als Netflix 2007 begann, den Abonnenten Streaming anzubieten, konnten anfangs nicht mehr als 1000 Filme und TV-Shows angeboten werden (und damit nur 1 % im Vergleich zu seinem DVD-Postversand-Angebot). Da die Nachfrage jedoch weiter zunahm, stieg die Anzahl der für das Streaming verfügbaren Titel und erreichte im Juni 2009 etwa 12.000 Titel. Das Empfehlungssystem Cinematch, das auch Independentfilme mit einbezog, war ein Faktor für länger anhaltende Kundenbindung bzw. Kundenzufriedenheit und sorgte andererseits dafür, dass Filme kleinerer Filmstudios einem größeren Publikum in den USA zugänglich wurde, sodass auch Independent-Filmstudios davon profitierten.

Aktuelles Netflix-Logo

### Weitere Expansion
Um ihr Geschäftsmodell auszubauen, erwarb Netflix im August 2010 für etwa eine Milliarde US-Dollar für fünf Jahre die Rechte am Onlinevertrieb von Filmen der Filmstudios Paramount Pictures, Lions Gate Entertainment und Metro-Goldwyn-Mayer.
Bis September 2010 war Netflix ausschließlich in den Vereinigten Staaten verfügbar und begann dann seine internationale Expansion mit Kanada. Im Dezember 2010 hatte Netflix einen Marktwert von etwa zehn Milliarden Dollar.
Für das dritte Quartal 2011 meldete das Unternehmen einen weltweiten Umsatz von 822 Millionen US-Dollar. Mit dem Jahr 2011 wurde Netflix in Lateinamerika und der Karibik angeboten.
2012 expandierte Netflix nach Europa und war zunächst in Großbritannien, Irland und Skandinavien verfügbar, 2013 erfolgte der Markteintritt in den Niederlanden und seit September 2014 ist Netflix in Deutschland, Österreich, der Schweiz, Frankreich, Belgien und Luxemburg verfügbar.
Netflix gehört zu den ersten Unterstützern der FIDO-Allianz, die seit 2013 den Industriestandard Universal Second Factor (U2F) für eine allgemein anwendbare Zwei-Faktor-Authentisierung entwickelt hat.
Im ersten Quartal 2014 meldete Netflix erstmals über eine Milliarde US-Dollar Umsatz.
Im Januar 2016 wurde Netflix in 130 weiteren Staaten freigeschaltet, womit Netflix außer in der Volksrepublik China, Nordkorea, Syrien und auf der Krim weltweit verfügbar wurde. Im Juli 2016 hatte Netflix allein in den Vereinigten Staaten 47 Millionen Abonnenten und war damit der größte Video-Anbieter des Landes. Gemessen an den Nutzerzahlen hatte Netflix in den USA bereits mehr Zuschauer als jeder einzelne herkömmliche Fernsehsender.
Im August 2017 kaufte Netflix dem Comic-Zeichner Mark Millar Millarworld ab. Im Mai 2018 ging Netflix eine Kooperation mit dem von Barack und Michelle Obama gegründeten Medienunternehmen Higher Ground Productions ein. Seit 2019 ist Netflix Mitglied der Motion Picture Association, eines Verbands der amerikanischen Filmproduktionsgesellschaften.
2020 konnte Netflix aufgrund der veränderten Lebensumstände in der Coronakrise 36,5 Millionen neue Abonnenten gewinnen und verzeichnete Ende des Jahres zum ersten Mal über 200 Millionen zahlende Kunden. Bis Ende Juni 2021 hatte das Unternehmen 209,18 Millionen Nutzer, davon 73,95 Millionen in den USA und Kanada, 68,70 Millionen im EMEA-Raum, 38,66 Millionen in Lateinamerika und 27,88 Millionen in der Asien-Pazifik-Region.
Aufgrund der weltweiten Beliebtheit südkoreanischer Filme, Fernsehserien und Popmusik verstärkt Netflix stetig das Engagement in Südkorea, sowohl um Abonnenten dort anzusprechen als auch um international von der koreanischen Welle zu profitieren. Zwischen 2015 und 2020 investierte Netflix 700 Mio. US-Dollar in koreanische Inhalte. Im Jahr 2021 alleine sind 500 Mio. US-Dollar geplant. Ende 2020 schloss Netflix Partnerschaften mit dem Medienkonzern sowie Film- und Fernsehproduktionsgesellschaft CJ ENM und dem Fernsehsender JTBC ab. Anfang 2021 investierte Netflix in zwei neue Produktionsstudios in Südkorea.
Im Juli 2021 verpflichtete Netflix Mike Verdu als Vizepräsidenten für die Videospiel-Entwicklung. Wenig später gab der Konzern bekannt, dass er nach ersten Experimenten mit interaktiven Inhalten nun in die Gaming-Branche expandieren wolle. So sollen zukünftig allen Abonnenten neben den bisherigen Kategorien Film und Serien auch Spiele angeboten werden. Zunächst seien werbefreie Mobile Games geplant.
Nach dem russischen Überfall auf die Ukraine 2022 stellte Netflix sein Angebot in Russland im März 2022 ein. Im April reichte eine russische Anwaltskanzlei deswegen eine Sammelklage für die russischen Abonnenten des Streaming-Dienstes ein. Nachdem Netflix im ersten Quartal 2022 zum ersten Mal seit 2011 weltweit Abonnenten verloren hatte und weitere Kundenverluste für das zweite Quartal prognostizierte, sank der Kurs der Aktie um 35 %, ein Marktverlust von 55 Milliarden US-Dollar. Netflix hatte 175 Vollzeit- und Leiharbeiter entlassen.
Anfang 2023 wurde bekannt, dass der Gründer Reed Hastings als CEO zurücktritt und fortan den Posten des Executive Chairmans annimmt. Seine Nachfolge übernahmen Ted Sarandos, der bereits seit Juli 2020 als Co-CEO fungierte, und Greg Peters.
Anfang November 2024 durchsuchten französische und niederländische Behörden die Geschäftsräume von Netflix in Paris und Amsterdam. Die französische Staatsanwaltschaft wirft Netflix unter anderem illegale Steuervermeidung durch das Verbuchen französischer Kunden in den Niederlanden vor.

## Reichweite
Eine gemeinsame Studie der Universität Münster und der Unternehmensberatung Roland Berger aus dem Jahr 2019 legt nahe, dass die Zuschauer zunehmend von klassischen Fernsehsendern zu Streamingdiensten abwandern, die Sender im Wettbewerb mit Streaming-Anbietern jedoch nicht ausreichend vorbereitet sind. Demnach verbringen deutsche Zuschauer bereits mehr Zeit mit Netflix als mit jedem anderen Fernsehanbieter, wobei bei der Gruppe der jungen Zuschauer 28 % der Sehzeit auf Netflix entfallen. Auch wird Netflix in den Studien bzgl. Inhalten, Erlebnis, Image und Vertrauen deutlich besser bewertet als die Angebote klassischer Fernsehsender.
Ende 2022 hatte Netflix weltweit 230,747 Millionen Abonnenten. In Deutschland nutzen ungefähr 35,452 Millionen Personen über 14 Jahren Netflix mindestens 1 Mal pro Woche. In der Schweiz nutzten 2023 rund 43 % (2,9 Mio.) der Bevölkerung über 15 Jahren Netflix. Das sind 300'000 Personen weniger als im Vorjahr. Im vierten Quartal von 2024 überschritt der Streaming-Anbieter die Marke von 300 Millionen Nutzern.

## Marktforschung

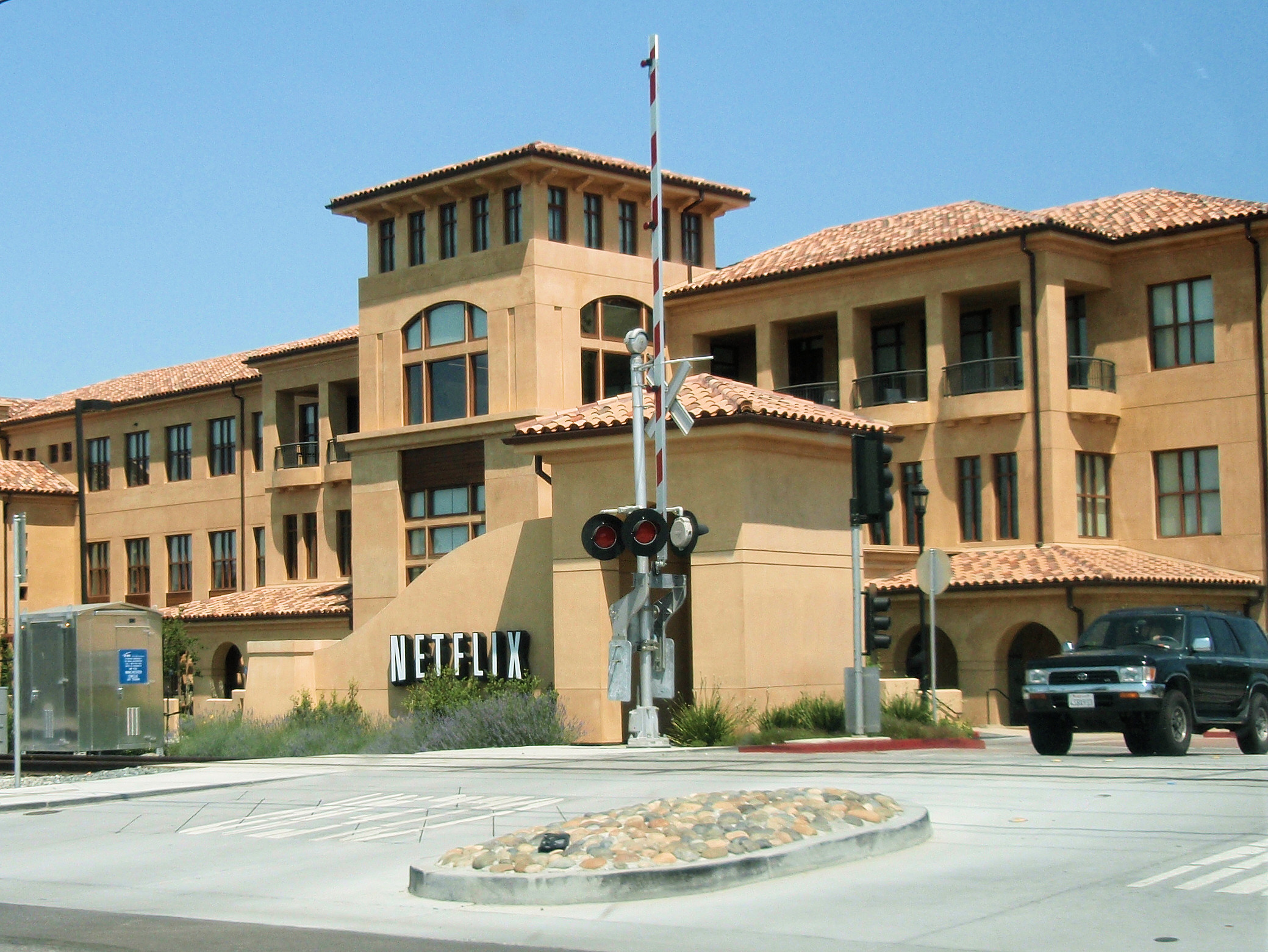
Netflix-Zentrale in Los Gatos

Netflix kategorisiert seine Kunden als Starter, die nur zwei Minuten eines Films oder einer Serie geschaut haben, Watchers, die einen Film oder eine Serienepisode nach 70 % abbrechen, und Completers, die Filme oder Serienstaffeln zu 90 % gesehen haben. Die Zahlen der drei Kategorien werden innerhalb der ersten 7 sowie 28 Tage nach Veröffentlichung eines neuen Films oder einer neuen Serienstaffel an die Produzenten zurückgemeldet. Kennzahlen für den Erfolg der Produktion über einen Monat nach Veröffentlichung hinaus werden nicht erhoben.

### Algorithmus für Empfehlungen
Netflix will den Benutzern Empfehlungen über passende Serien bzw. Filme geben und sammelt deshalb bei jeder Nutzung vielschichtige Daten über das Nutzerverhalten. Dazu gehören neben der Handlung, den Schauspielern, dem Drehort etc. auch die genaue Verweildauer beim Konsumieren von Filmen.

## Eigenproduktionen
Im März 2011 kündigte Netflix an, für seine Kunden Eigenproduktionen neben den Wiederholungen anderer Fernsehserien anzubieten. Als Eigenproduktion startete beispielsweise im Februar 2013 David Finchers Politdrama House of Cards mit Oscarpreisträger Kevin Spacey in der Hauptrolle. Die Serie erhielt besondere Aufmerksamkeit von der Presse und gewann 2013 drei Emmys. Eine weitere Serie mit viel medialer Aufmerksamkeit ist Orange Is the New Black, die 2013 erstmals gezeigt wurde. Sie bekam unter anderem Nominierungen und Auszeichnungen bei den Emmys, den Golden Globes und den SAG Awards.
In zurückliegenden Jahren hielt Netflix zudem die Exklusivrechte an einer Reihe von Actionserien, die von Disney und Marvel produziert wurden. Darunter befanden sich Serien über Daredevil, Jessica Jones, Luke Cage, Iron Fist, die Defenders und Punisher.
Neben neuen Sendungen übernimmt Netflix bei anderen Sendern eingestellte Serien. So wurden im Mai 2013 neue Episoden der 2006 bei Fox abgesetzten Comedyserie Arrested Development veröffentlicht. Weitere so fortgesetzte Serien sind Star Wars: The Clone Wars (Staffel 6), The Killing (Staffel 4) und Longmire (Staffel 4). Ebenfalls produziert Netflix Spin-offs zu eingestellten Serien. Momentan werden die Serien Fuller House, eine Fortführung von Full House, sowie Degrassi: Die nächste Klasse, angelehnt an Degrassi: The Next Generation, produziert.
Außerdem produziert Netflix auch fremdsprachige Serien in verschiedenen Teilen der Erde, beispielsweise Marseille in Frankreich, Club de Cuervos in Mexiko oder Hibana (Spark) in Japan. Diese stehen wie alle Eigenproduktionen international bereit. Im Mai 2017 teilte Netflix mit, dass es bis Ende 2017 sechs neue europäische Fernsehserien ankündigen werde. Darunter neben der französischen Serie Osmosis die beiden deutschsprachigen Originalserien Dark (Showrunner: Baran bo Odar und Jantje Friese) und Dogs of Berlin (Showrunner: Christian Alvart). 2016 veröffentlichte Netflix schätzungsweise 126 eigens produzierte Serien und Filme.
2017 veröffentlichte Netflix mit dem Genremix Okja unter Regie von Bong Joon-ho einen seiner höchstbudgetierten Filme. Netflix investierte 50 Mio. US-Dollar in das transnationale Projekt. Der Film handelt von dem jungen Mädchen Mi-ja und seinem Haustier Okja, einem genetisch veränderten Monster, und wartet dabei mit einer internationalen Besetzung auf. Netflix strebte damit eine Expansion in Asien an. Netflix entwickelte sich zu einem großen Produktionsstudio und etablierte sich auch für Filmemacher als neue Methode der Distribution und Vorführung. Das Unternehmen finanziert dabei diverse Projekte lokal und international, Blockbuster mit bekannten und kulturelle Low-Budget-Produktionen.

## Geschäftszahlen
| Jahr | Umsatz in Mio. US-$ | Bilanzgewinn in Mio. US-$ | Preis je Aktie in US-$ | Angestellte | Anzahl der Abonnements (in Mio.) |
| ---- | ------------------- | ------------------------- | ---------------------- | ----------- | -------------------------------- |
| 2002 | 151                 |                           |                        | 381         |                                  |
| 2003 | 270                 | 7                         | 2,08                   | 567         |                                  |
| 2004 | 501                 | 22                        | 3,41                   | 940         |                                  |
| 2005 | 682                 | 42                        | 2,60                   | 985         | 2,5                              |
| 2006 | 997                 | 49                        | 3,69                   | 1.300       | 4,0                              |
| 2007 | 1.205               | 67                        | 3,12                   | 1.542       | 7,3                              |
| 2008 | 1.365               | 83                        | 4,09                   | 1.644       | 9,4                              |
| 2009 | 1.670               | 116                       | 6,32                   | 1.883       | 11,9                             |
| 2010 | 2.163               | 161                       | 16,82                  | 2.180       | 18,3                             |
| 2011 | 3.205               | 226                       | 27,49                  | 2.348       | 21,6                             |
| 2012 | 3.609               | 17                        | 11,86                  | 2.045       | 30,4                             |
| 2013 | 4.375               | 112                       | 35,27                  | 2.022       | 41,4                             |
| 2014 | 5.505               | 267                       | 57,50                  | 2.450       | 54,5                             |
| 2015 | 6.780               | 123                       | 91,90                  | 3.700       | 70,8                             |
| 2016 | 8.831               | 187                       | 102,03                 | 4.700       | 89,1                             |
| 2017 | 11.693              | 559                       | 165,37                 | 5.500       | 117,5                            |
| 2018 | 15.794              | 1.211                     | 319,29                 | 7.100       | 139,3                            |
| 2019 | 20.156              | 1.867                     | 340,00                 | 8.600       | 167,1                            |
| 2020 | 24.996              | 2.761                     | 466,35                 | 9.400       | 203,7                            |
| 2021 | 29.697              | 5.116                     | 558,22                 | 11.300      | 221,8                            |
| 2022 | 31.615              | 4.491                     |                        | 12.800      | 230,7                            |

Die Bemühungen, neue Inhalte zu produzieren und Rechte für zusätzliche Inhalte zu sichern und in 190 Staaten zu diversifizieren, haben dazu geführt, dass das Unternehmen Verbindlichkeiten in Milliardenhöhe eingegangen ist: 21,9 Milliarden US-Dollar ab September 2017 gegenüber 16,8 Milliarden US-Dollar im Vorjahr. Im Oktober 2018 kündigte Netflix an, weitere zwei Milliarden US-Dollar Schulden aufzunehmen, um neue Inhalte zu finanzieren. Am 19. Januar 2021 äußerte Netflix, zukünftig nicht mehr auf externe Finanzierungen für die laufenden Geschäfte angewiesen zu sein.

## Umweltauswirkungen
Der CO2-Fußabdruck von Netflix für das Jahr 2020 beträgt 1.100.000 Tonnen, wobei etwa die Hälfte durch die physische Produktion der Videoinhalte bedingt ist. Emissionen durch die Internetübertragung oder den Stromverbrauch der Endgeräte werden hier nicht einberechnet.
Netflix ist jedoch mittlerweile für mehr als ein Drittel des Internetverkehrs in den Vereinigten Staaten verantwortlich, was zu einem erheblichen Energieverbrauch und damit verbunden zu einem beträchtlichen Ausstoß von Treibhausgasen führt. Bei der Übertragung und Wiedergabe von On-Demand-Videodiensten wie Netflix werden jährlich etwa 100 Millionen Tonnen Kohlendioxid freigesetzt, was etwa 0,3 % der weltweiten Emissionen entspricht. Die Nutzung solcher Videodienste setzt damit etwa so viel CO2 pro Jahr frei wie der Staat Belgien. Netflix hat daran einen substanziellen Anteil.
Seit April 2017 ist Netflix Teil des Green Power Partnership der Amerikanischen Umweltschutzbehörde. Gemäß deren Veröffentlichungen verbraucht Netflix jährlich sowohl direkt als auch indirekt über Partner 172,5 Gigawattstunden Strom, die durch Kauf von Zertifikaten zu rechnerisch 325 % aus erneuerbaren Energien aus Biomasse, Solar und Wasserkraft stammen. Googles Stromverbrauch ist im Vergleich 43 Mal so hoch, der von Microsoft 34,7 Mal. Schätzungen der Internationalen Energieagentur haben ergeben, dass der durchschnittliche Stromverbrauch von einer Stunde Netflix schauen bei etwa 0,08 kWh liegt, wobei der Großteil des Energieverbrauchs auf das Endgerät zurückzuführen ist.
Am 30. März 2021 gab Netflix bekannt, „bis Ende 2022 und von da an jedes Jahr Netto-Null-Emissionen von Treibhausgasen [zu] erreichen“. Hierfür sollen Emissionen aus Scope 1 und 2 bis 2030 um 45 % reduziert und zusätzlich in Klimaschutzprojekte investiert werden.

## Technik

### Streaming
Anfangs setzte Netflix beim Streaming ausschließlich auf Produkte und Technologien von Microsoft, wie VC-1 als Videocodec und WMA als Audiocodec. Mittlerweile werden auch andere Standards wie beispielsweise H.264 oder H.265 für Video und Ogg Vorbis oder AC-3 für Audio benutzt. Die Vielzahl der Kombinationen bedeutet, dass ein Titel bis zu 120-mal mit verschiedenen Codecs und Einstellungen enkodiert werden muss.
Die Bitrate der Videos wird beim Streaming an die Geschwindigkeit der Internetleitung des Zuschauers angepasst (Adaptive Bitrate Streaming). Für die niedrigste Qualität wird mindestens eine Geschwindigkeit von 1,5 Mbit/s empfohlen, während für 4K-Videos 25 Mbit/s benötigt werden.

### Mehrsprachigkeit
Zu den Angeboten, mit denen sich Netflix von der Konkurrenz abheben möchte, gehören englischsprachige Produktionen, die auch in verschiedenen anderen Sprachen verfügbar sind.

### Download
Seit dem 30. November 2016 bietet Netflix über die Android- und iOS-App einen Download-Modus an, bei dem gewisse Inhalte heruntergeladen und anschließend ohne Internetverbindung angeschaut werden können. Nach einer gewissen Zeit stehen die Inhalte nicht mehr zum Ansehen bereit und müssen erneut heruntergeladen werden, um zu verhindern, dass Inhalte trotz abgelaufener Lizenz oder abgelaufenem Abonnement noch angeschaut werden können. Seit April 2017 unterstützt auch die Windows-10-App Downloads.

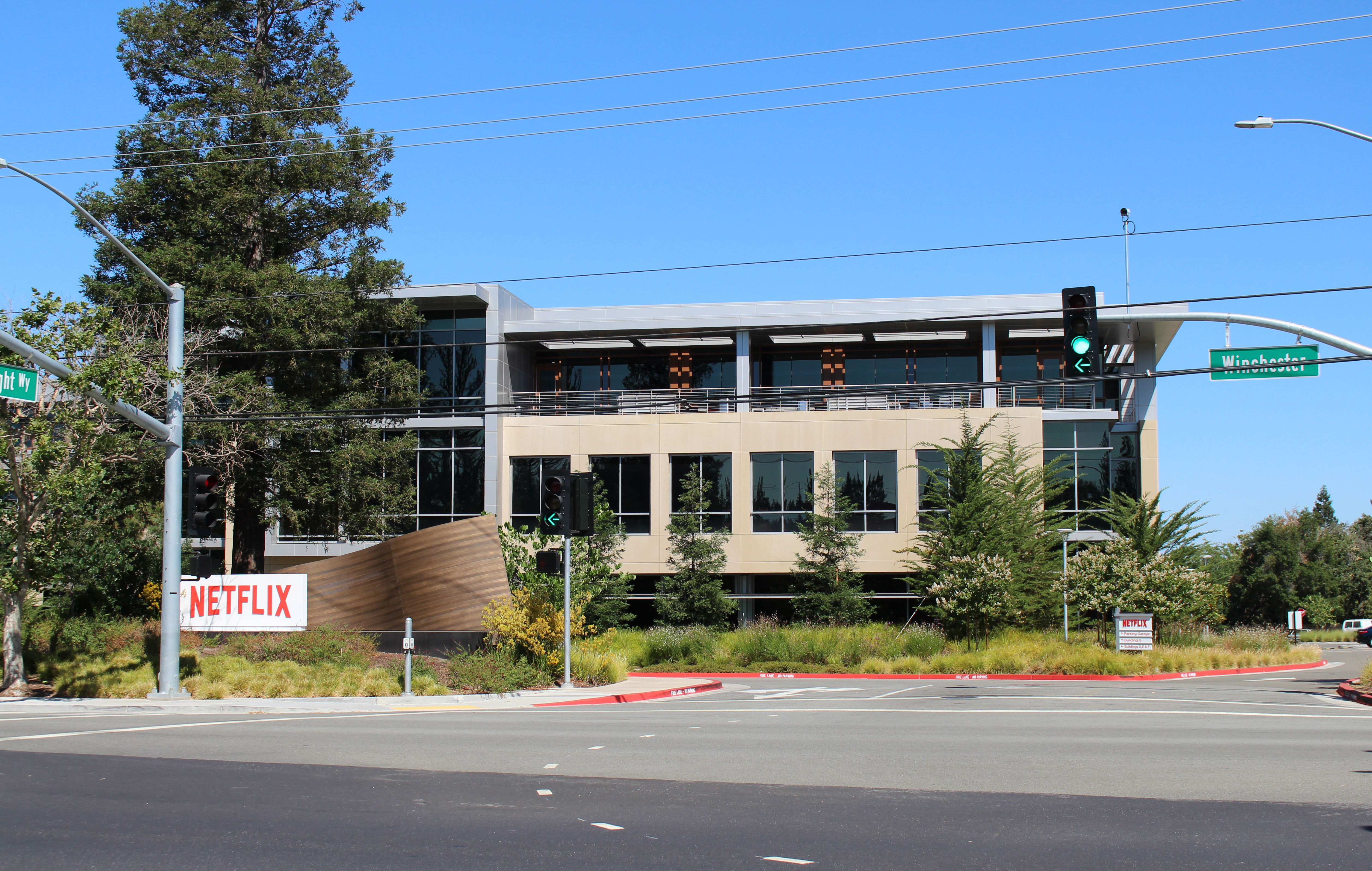
2016 eröffneter Erweiterungscampus in Los Gatos

### Infrastruktur
Netflix nutzt für seine IT-Infrastruktur Amazon Web Services. Masterkopien der Filme werden auf Amazon-S3-Servern gespeichert.
Zu den Endkunden kommen die Videos über externe Content Delivery Networks (Akamai, Limelight, Level 3). Alternativ können größere Internetdienstanbieter die Netflix Open Connect-Appliance kostenfrei beantragen. Diese Appliances nutzen das FreeBSD-Betriebssystem und den nginx-Webserver.
Seit September 2014 ist Netflix am Düsseldorfer Internet-Knoten ECIX angeschlossen. Im Oktober 2014 folgte in Berlin der BCIX. Die Übertragungsrate wurde im Januar 2016 am BCIX auf 40 Gbit/s angehoben.

### Barrierefreiheit
Personen mit einer Sehschwäche können die Untertitel individuell anpassen. So können bspw. die Untertitel in der Schriftart, Schriftgröße und Schriftfarbe nach den eigenen Bedürfnissen verändert werden. Blinde Menschen bekommen Audiospuren mit Szenenbeschreibungen (SDH) angeboten. Die Untertitel werden zusätzlich in nahezu allen Filmen und Serien mehrsprachig bereitgestellt.

## Abonnements

In den letzten Jahren konnte Netflix ein stetiges Wachstum der zahlenden Abonnenten verzeichnen, das in den letzten Quartalen etwas abflachte.

Netflix nutzt seit 1999 ein Flatrate-Preismodell. Zurzeit kann in Deutschland, Österreich und der Schweiz zwischen folgenden Abo-Varianten gewählt werden:
| Variante                | Land                           | Max. Auflösung | Anzahl Geräte 1 |
| ----------------------- | ------------------------------ | -------------- | --------------- |
| Basis-Abo mit Werbung 2 | Deutschland Osterreich         | Full HD        | 2               |
| Basis 3                 | Schweiz                        | HD 4           | 1               |
| Standard                | Deutschland Osterreich Schweiz | Full HD        | 2               |
| Premium                 | Deutschland Osterreich Schweiz | Ultra HD       | 4               |

### Gemeinsames Nutzen eines Netflix-Kontos („Account Sharing“)
Viele Netflix-Kunden verwenden den Zugang nicht alleine: Laut Schätzungen von Netflix haben rund 100 Millionen Haushalte kein eigenes Konto, sondern nutzen das Konto eines anderen. Hierbei handelt es sich nicht um gestohlene Konten, sondern die Inhaber teilen den Zugang bewusst mit anderen Personen. Dies wird oft als „Account Sharing“ bezeichnet und hat verschiedene Gründe. Neben der Fragmentierung der Streaming-Dienste lassen sich unter anderem Tarifmerkmale nicht flexibel buchen. Die günstigeren Tarife enthalten beispielsweise nur eine niedrigere Auflösung. In den teureren können mehrere Personen gleichzeitig streamen: Bei Standard sind es zwei und beim teuersten Premium-Abo vier parallele Streams. Offiziell darf dies laut Netflix nur von Mitgliedern des gleichen Haushaltes verwendet werden. Viele Kunden dehnen dies auf Familienmitglieder, Freunde und Bekannte aus, die in einer eigenen Wohnung leben. Netflix hat dies während des Wachstums lange Zeit toleriert und 2017 auf dem eigenen Twitter-Konto damit geworben: Liebe sei das Teilen des Passworts lautete der sinngemäß übersetzte Beitrag.

#### Erste Ankündigungen und Tests
Bereits ab 2019 teilte der Konzern mit, dass dieses Verhalten beobachtet werden würde. 2021 folgten erste Hinweise an die Benutzer, dass das geteilte Konto nur verwendet werden darf, wenn die Person mit dem Inhaber zusammen wohnt. Zusätzlich musste ein per E-Mail gesendeter Bestätigungscode eingegeben werden. 2022 begann das Unternehmen schließlich mit Tests, um das unentgeltliche Teilen der Netflix-Zugangsdaten zu unterbinden. Für 2023 ist angekündigt, dass diese Änderungen im Laufe des Jahres, auch in Deutschland, umgesetzt werden sollen. Details sind bislang keine bekannt. Nach derzeitigen Plänen soll das Weitergeben der Konten nicht grundsätzlich verboten werden. Stattdessen soll für jeden zusätzlichen Mitbenutzer ein Aufschlag zu den regulären Abo-Gebühren bezahlt werden.
Im Jahr 2022 starteten erste Tests in Teilen Südamerikas. Dies führte zur Irritationen, da Nutzer plötzlich Hinweise zu einem Aufpreis erhielten. Sie wurden jedoch nicht im Vorfeld informiert, wie diese zustande kommen.

#### Einführung in Deutschland
Ende Januar 2023 veröffentlichte Netflix eine Hilfeseite, in der das neue Vorgehen gegen Account Sharing beschrieben wurde. Spätestens nach 31 Tagen muss sich jedes Gerät am Netzwerk des Hauptstandortes anmelden und einen Inhalt streamen. Geschieht dies nicht, wird das jeweilige Gerät gesperrt. Nach Überschreitung dieser Frist können gesperrte Geräte weiterhin einen zeitlich begrenzten Code für sieben aufeinanderfolgenden Tagen generieren, um es weiterverwenden zu können. Danach muss wie beschrieben eine Wiedergabe aus dem Hauptstandort erfolgen, damit es zu keiner Streaming-Sperre kommt. Netflix kündigte diese Änderung nicht selbst an. Nachdem die Hilfeseite von verschiedenen Medien aufgegriffen wurde, setzte der Konzern die Hilfeseite kommentarlos auf die vorherige Version zurück. In dieser vorherigen Fassung waren die zuvor genannten Einschränkungen auf 31 Tage noch nicht enthalten. Die neue, inzwischen zurückgezogene Fassung ist in englischer Sprache mit dem Stand vom 31. Januar 2023 auf archive.org gesichert und kann dort eingesehen werden.
Ab dem 23. Mai 2023 sendet Netflix eine E-Mail an alle Kontobesitzer, die aus Sicht von Netflix ihren Account unerlaubterweise mit Personen außerhalb des eigenen Haushaltes teilen. In der Nachricht wird dazu aufgefordert, die von Netflix protokollierten Geräte zu überprüfen, welche mit dem eigenen Konto angemeldet sind. Das Teilen mit Personen, die nicht im gleichen Haushalt wohnen, sei unzulässig und erfordere entweder, dass die betroffenen Personen sich ein eigenes Konto anlegen oder eine kostenpflichtige Zusatzoption buchen. Zum regulären Abopreis kommen 4,99 Euro pro Monat hinzu. Die Anzahl an möglichen Zusatzmitgliedern wird von Netflix begrenzt und richtet sich nach dem Abopreis: Im Standard-Abo wird ein zusätzliches Mitglied erlaubt, im teuersten maximal zwei.

#### Konsequenzen der unerlaubten gemeinsamen Nutzung
Stand Juni 2023 ist nicht bekannt, dass Netflix die betroffenen Nutzer/Konten mit Konsequenzen ahnden, wenn diese ihren Zugang außerhalb des eigenen Haushaltes teilen und damit gegen die AGB des Dienstes verstoßen. Es werden lediglich E-Mail-Benachrichtigungen versendet, die auf die neue Möglichkeit von kostenpflichtigen Zusatzmitgliedern hinweisen. In einer Stellungnahme bestätigt der Konzern ausdrücklich, dass „keine Kündigung oder irgendeine sonstig geartete Form von Konsequenz“ geplant sei, wenn Kunden gegen die Richtlinie verstoßen – wie es bisher bereits der Fall war. Tatsächlich wird die Nutzung für jene restriktiver, die von der neuen Funktion der Zusatzmitglieder Gebrauch machen: In diesem Falle muss ein Hauptstandort angegeben werden. Erst danach verweigert Netflix alle Zugriffe von anderen Standorten, lediglich per Mobilfunk verbundene Mobilgeräte sind ausgeschlossen. Zusätzlich zu diesen Einschränkungen ist ein höherer monatlicher Betrag (Abo zzgl. Gebühr der Zusatzmitglieder) zu bezahlen. Wer hingegen ein normales Abo ohne Zusatzmitglied nutzt, muss bisweilen keinen Standort angeben. Das Teilen mit Personen außerhalb des Haushaltes ist daher für einen günstigeren Preis uneingeschränkt möglich.

#### Effekte der Maßnahmen gegen das Teilen von Konten
Netflix rollt die Maßnahmen schrittweise in mehreren Ländern aus. Schätzungen zufolge soll Netflix in Spanien rund eine Million Nutzer in einem Zeitraum von nur drei Monaten verloren haben. Dies ist drei Mal mehr als üblich.
In den USA haben sich die Neuanmeldungen nach Ankündigungen der Maßnahmen mehr als verdoppelt. Parallel sind jedoch auch die Kündigungen deutlich gestiegen. Verglichen mit dem vorherigen Zeitraum von 60 Tagen soll das Verhältnis von neuen Abonnements und Kündigungen dennoch um 25,6 Prozent gestiegen sein.
Netflix selbst zieht im Juli 2023 eine positive Bilanz und zeigt sich vom Konzept überzeugt, da sowohl Umsatz als auch Abonnementzahlen seit Einführung weltweit gestiegen sind. Im Vergleich zum vorherigen Quartal stiegen die Nutzerzahlen um 5,9 Millionen. Der Konzern erwartet, dass die Maßnahmen gegen Account-Sharing auch in den nächsten Monaten zu weiteren zahlenden Kunden führen. Dies sei darauf zurückzuführen, dass die Einführung schrittweise erfolgt, aber auch wegen der Nutzer, die sich erst später für ein eigenes Konto mit Abo entscheiden. Darüber hinaus rechnet der Konzern damit, dass Nutzer der kostenpflichtigen Zusatzmitgliedschaft zukünftig zu einem eigenen Abonnement wechseln. Da sich hierdurch die monatlichen Kosten erhöhen, würde das die Umsätze des Streaming-Anbieters ebenfalls steigern.

## Geräteunterstützung
Netflix wird auf allen Geräten unterstützt, auf denen die Netflix-App installiert werden kann, das sind die allermeisten Blu-ray-Player, Tablet-Computer, Smartphones, HDTV-Receiver, Heimkino-Systeme, Set-Top-Boxen und Spielkonsolen.
Bei einigen älteren Smart-TVs (Modelle von 2010 und 2011) gab es Ende 2019 keine Aktualisierung für diese App, sodass damit kein Netflix-Streaming mehr möglich ist. Abhilfe schafft z. B. die Verwendung eines digitalen Medienempfängers wie einer Streaming-Box.

## Kontroversen, Behördenentscheidungen und Urteile
Im Dezember 2024 entschied die niederländische Datenschutzaufsichtsbehörde nach fünf Jahren, dass Netflix seine Kunden nicht ausreichend über die Verwendung ihrer Daten informiert hat und deshalb 4,75 Millionen Euro zahlen muss. Netflix hat gegen die erhobene Strafzahlung Einspruch eingelegt, die Entscheidung als Ganzes allerdings nicht infrage gestellt.

## Rezeption
In einem 2015 veröffentlichten Test der Stiftung Warentest zur Verfügbarkeit von aktuellen Filmen und Serien schnitt Netflix – wie alle getesteten Streaming-Anbieter – nur mäßig ab. Sehr positiv wurde hingegen die Bildqualität des Angebots bewertet. Die Auswahl an Filmen und Serien ist zudem abhängig vom Ort des Nutzers, da die Lizenzen für jedes Land einzeln verhandelt werden müssen. In Deutschland ist das Angebot im internationalen Vergleich reduziert. Die Anzahl der zur Verfügung stehenden Titel lässt sich nur über inoffizielle Dienste anzeigen.
Bei einem erneuten Test im Januar 2020 verglich die Stiftung Warentest elf verschiedene Videostreaming-Dienste und bewertete diesmal erstmals die jeweiligen Originalproduktionen als zentralen Punkt. In der Kategorie „Videostreaming per Abo“ wurde Netflix mit der Benotung 2,8 Testsieger. Der Konkurrent Amazon Prime Video erreichte den zweiten Platz mit der Note 3,3.
Ippei Ichii – ein Animator des Animestudios MAPPA – kritisierte im Juli 2021, dass seitens Netflix für die Produktion eines Anime für den Streaminganbieter beim Studio die niedrigste Bezahlung angeboten worden sei. So unterbreitete der Produzent für ein nicht benanntes Werk 3.800 Yen – was etwa 29 Euro entspricht – pro Schnitt. Er kritisierte das Unternehmen dafür, trotz eines immensen Kapitals Aufträge mit sehr niedrigen Löhnen – die laut Ichii wohl noch niedriger als bei einer regulären Fernseh-Animeproduktion seien – zu vergeben.